# Hexakosioihexekontahexafobia

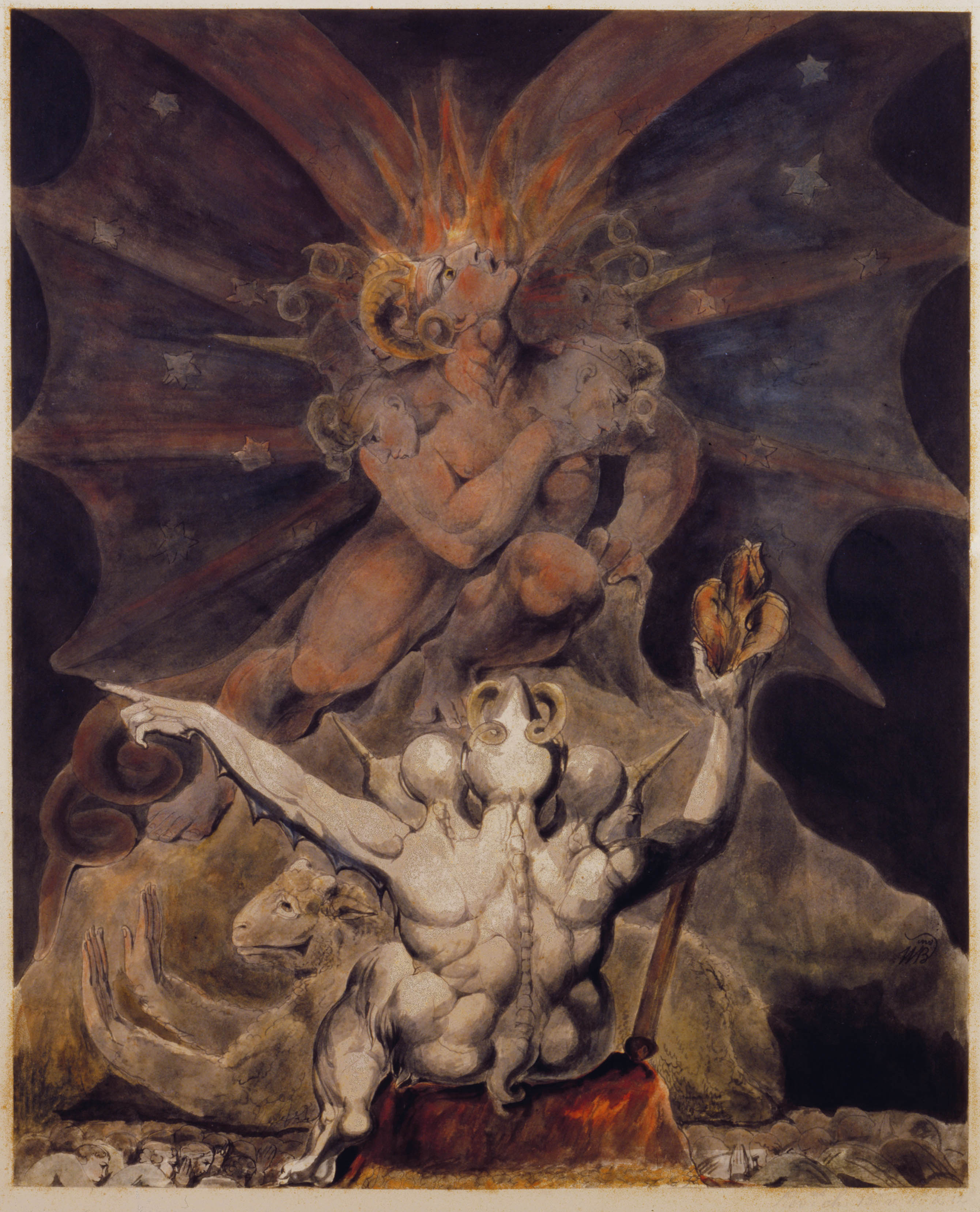
El número de la bestia, William Blake.

La hexakosioihexekontahexafobia (abreviado trihexafobia) es un miedo irracional (o fobia) al número 666. Se caracteriza por el rechazo a cualquier cosa que pueda estar relacionada directa o indirectamente con el número 666.

## Origen
Esto está originado en la creencia en el verso bíblico Apocalipsis 13:18, donde se indica que el número 666 es el número de la marca de la bestia. La fobia se ha popularizado, incluso entre no creyentes de la fe cristiana, e incluso se popularizó más debido a su presencia en varias películas de horror.
Aunque, como nota, el 666 solo está afirmado como número del «mal» tres veces en la Biblia. Este punto también resulta irónico ya que el número de repeticiones respecto a sus menciones bíblicas es también el número de dígitos que tiene el número.

## Manifestaciones de esta fobia
Los hexakosioihexekontahexafóbicos evitan las cosas relacionadas con el número 666, tales como un edificio en el que el número se exhiba con prominencia. Sin embargo, hay otras cosas que evitan. Aunque menos frecuentemente, tratan de evitar el número como producto de relaciones entre otros números. Por ejemplo, la fracción dos tercios tiene un decimal de repetición de .666. (La nota que en la base 12, dos tercios es 0,8, y 0,666 es la fracción 6/9.) Un hexakosioihexekontahexafóbico severo puede evitar lo antes mencionado, así como 5/3, 8/3, 11/3, etc. La gente con esta fobia considera mala suerte obtener 3 seises en una mano de póquer, aun cuando esta es, generalmente, una muy buena mano. Igualmente consideraron el 6 de junio de 2006 (06-06-06) como un día fatal.

## Controversia
Es muy importante observar que este miedo es en gran parte un artefacto del cristianismo popular. En cambio, la mayoría de intelectuales cristianos y los teólogos de la actualidad creen que el número era simplemente una referencia a un emperador romano que persiguió a cristianos. El César considerado generalmente como el más adecuado para el papel es Domiciano, aunque algunos prefieren al más conocido Nerón aunque sea menos probable. De cualquier manera, los intelectuales postulan que los cristianos utilizaron el número como código para referirse a su nombre o que el César mismo pudo haber favorecido ese número por razones numerológicas. En algunas numerologías, seises triples podrían simbolizar una trinidad de traición, amargura y venganza, mientras que en otras podría fácilmente simbolizar armonía, belleza y encanto.
También es posible que sea una consecuencia de que la religión judía consideraba al 7 como número perfecto. El 6 sería, pues, el número de la imperfección. 666 significaría "tres veces imperfecto".

## Cábala judía
Este número, según la Cábala judía, tiene relación con el emperador romano Nerón, cuyo nombre (según esta creencia mística) es el resultado de la suma de los valores que se le dan a cada letra en esta tradición.

## Casos de hexakosioihexekontahexafobia
Entre los hexakosioihexekontahexafóbicos más conocidos se incluyen el ya fallecido Ronald Reagan y su esposa, Nancy Reagan. En 1989, cuando se mudaron a su casa en el sector de Bel Air, de Los Ángeles, cambiaron su dirección de 666 St. Cloud Road a 668. El residente anterior, Johnny Carson, definitivamente no era hexakosioihexekontahexafóbico, pues nunca modificó la dirección. Además, irónicamente, el nombre Ronald Wilson Reagan contiene tres palabras de seis letras.
El 6 de junio de 2006 (06/06/06 en el calendario gregoriano), los evangélicos Ambassadors Ministries de Países Bajos llevaron a cabo una vigilia de 24 horas para ahuyentar a los «malos espíritus». El maratón del rezo comenzó en Jerusalén.
A finales de la década de 1990, Hondutel, la estatal telefónica de Honduras decidió cambiar los números telefónicos de seis a siete dígitos; el prefijo 666 correspondió a la ciudad de El Progreso. Los habitantes de dicha ciudad, de mayoría católica, se movilizaron para cambiar el prefijo, ya que lo consideraban como maligno, además de por las burlas que les hacían los vecinos de otras ciudades, como San Pedro Sula, hasta que lograron que Hondutel cambiara el prefijo a 668. Hay quienes consideran que el número 23 trae mala suerte, ya que 2 dividido entre 3 es igual a 6 periódico (0.666).